# Dmitrò Hrabovski
Dmitrò Hrabovski (en ucraïnès Дмитро Грабовський) (Simferòpoll, 30 de setembre de 1985 - Arad, Israel, 23 de gener de 2017) és un ciclista ucraïnès, professional entre el 2007 i el 2011.
En categories inferiors aconseguí nombrosos èxits, destacant el campionat del món sots 23 en ruta de 2005. Com a professional destaca el triomf en la classificació de la muntanya de la Tirrena-Adriàtica de 2010.
Morí d'un atac de cor el 23 de gener de 2017.

## Palmarès en ruta
- 2003
  - Vencedor d'una etapa al Memorial Coronel Skopenko
- 2005
  -  Campió del món en ruta sub-23
  - Campió d'Europa en contrarellotge sub-23
- 2006
  - Campió d'Europa en contrarellotge sub-23
  - 1r al Giro de les Regions i vencedor de 3 etapes
- 2010
  -  Vencedor de la classificació de la muntanya de la Tirrena-Adriàtica
- 2014
  - 1r a la Hets Hatsafon

### Resultats al Giro d'Itàlia
- 2009. 67è de la classificació general

## Palmarès en pista
- 2002
  -  Campió d'Europa júnior en Persecució per equips (amb Andriy Buchko, Vadym Matsko i Vitali Kondrut)
- 2003
  -  Campió d'Europa júnior en Scratch
- 2004
  -  Campió d'Europa sub-23 en Persecució per equips (amb Vitali Popkov, Volodymyr Dyudya i Maksym Polyshchuk)

### Resultats a laCopa del Món
- 2004-2005
  - 1r a Sydney, en Madison